# Centaurea montaltensis
Centaurea montaltensis — вид квіткових рослин айстрових (Asteraceae). Ендемік Італії. 2n = 36.